# The Magnificent Scoundrels
Pour plus de détails, voir Fiche technique et Distribution.
The Magnificent Scoundrels (情聖, Ching sing) est une comédie hongkongaise co-écrite et réalisée par Lee Lik-chi et sortie en 1991 à Hong Kong.
Elle totalise 16 548 021 HK$ au box-office.

## Synopsis
Romeo (Stephen Chow), un petit escroc, rencontre un jour Betsy Kwan (Teresa Mo), voleuse également. Ensemble, ils usurpent l'identité de diverses personnes et créent de nombreux stratagèmes pour gagner de l'argent.

## Fiche technique
- Titre original : 情聖
- Titre international : The Magnificent Scoundrels
- Réalisation : Lee Lik-chi
- Scénario : Edward Leung Yiu-ming et Lee Lik-chi
- Photographie : Abdul Rumjohnn
- Montage : Ma Cheung-yiu
- Musique : Richard Lo
- Production : Danny Lee et Karl Maka
- Société de production : Magnum Films et Cinema City Enterprises
- Société de distribution : Golden Princess Film Production
- Pays d'origine :  Hong Kong
- Langue originale : cantonais
- Format : couleur
- Genre : comédie
- Durée : 96 minutes
- Dates de sortie :
  - Taïwan : 7 août 1991
  - Hong Kong : 10 octobre 1991

## Distribution
- Stephen Chow : Romeo/Ching Sing
- Teresa Mo : Betsy Kwan
- Tien Niu : Ping
- Amy Yip : Pomme/Bor-bor
- Wu Ma : Fatt
- Roy Cheung : Frère Tai-te
- Yuen Wah : Frère Wah
- Mimi Chu (en) : la maître de la magie noire
- Karl Maka : le maître (participation amicale)
- Sandra Ng : Jenny Chen (participation amicale)
- Gabriel Wong : le conducteur de l'accident
- Kwai Chung : le lutteur d'armes
- Chan Yuet-yue : l'une des épouses du maître